# Ágnes Kovács
Ágnes Kovács (Boedapest, 13 juli 1981) is een Hongaarse zwemster. Ze vertegenwoordigde haar vaderland op de Olympische Zomerspelen 1996, 2000 en 2004.

## Zwemcarrière
Bij haar internationale debuut, op de Olympische Zomerspelen van 1996 in Atlanta, Verenigde Staten, sleepte Kovács de bronzen medaille in de wacht op de 200 meter schoolslag en eindigde ze als zevende op de 100 meter schoolslag. Op de EK zwemmen 1997 in Sevilla, Spanje veroverde de Hongaarse de Europese titel op zowel de 100 als de 200 meter schoolslag. Tijdens de Wereldkampioenschappen zwemmen 1998 in Perth, Australië legde Kovács beslag op de wereldtitel op de 200 meter schoolslag en eindigde ze als vierde op de 100 meter schoolslag. Op de 4x100 meter wisselslag eindigde ze samen met Annamaria Kiss, Anna Nyiry en Dora Jakab op de vijfde plaats. Op de Europese kampioenschappen zwemmen 1999 in Istanboel, Turkije veroverde de Hongaarse de Europese titels op de 50, 100 en de 200 meter schoolslag. In Lissabon, Portugal nam Kovács deel aan de EK kortebaan 1999, op dit toernooi sleepte ze de zilveren medaille in de wacht op alle schoolslagafstanden. Op de Europese kampioenschappen zwemmen 2000 in Helsinki, Finland legde de Hongaarse beslag op de Europese titel op de 50 en de 100 meter schoolslag en op de zilveren medaille op de 200 meter schoolslag. Tijdens de Olympische Zomerspelen van 2000 in Sydney, Australië veroverde Kovács olympisch goud op de 200 meter schoolslag en eindigde ze als vijfde op de 100 meter schoolslag.

### 2001-2004
Op de Wereldkampioenschappen zwemmen 2001 in Fukuoka, Japan prolongeerde Kovács de wereldtitel op de 200 meter schoolslag, op de 100 meter schoolslag sleepte ze de bronzen medaille in de wacht en eindigde ze als achtste op de 50 meter schoolslag. Tijdens de Europese kampioenschappen zwemmen 2002 in Berlijn, Duitsland, eindigde de Hongaarse als vierde op zowel de 100 als de 200 meter schoolslag. In Riesa, Duitsland nam Kovács deel aan de EK kortebaan 2002. Op dit toernooi sleepte ze de bronzen medaille in de wacht op de 100 meter schoolslag. Op de 200 meter schoolslag eindigde ze als vijfde en op de 50 meter schoolslag strandde ze in de halve finales. Tijdens de Wereldkampioenschappen 2003 in Barcelona, Spanje eindigde de Hongaarse als zesde op de 200 meter wisselslag, op de 100 en de 200 meter schoolslag werd ze uitgeschakeld in de halve finales en in de series van de 50 meter schoolslag. Op de Europese kampioenschappen zwemmen 2004 in Madrid, Spanje eindigde Kovács als vierde op de 200 meter wisselslag en als vijfde op de 200 meter schoolslag. Op de 4x100 meter eindigde ze samen met Nikolett Szepesi, Beatrix Boulsevicz en Éva Risztov op de zevende plaats. Tijdens de Olympische Zomerspelen van 2004 in Athene, Griekenland eindigde de Hongaarse als vierde op de 200 meter wisselslag en als vijfde op de 200 meter schoolslag, op de 100 meter schoolslag werd ze uitgeschakeld in de series.

### 2005-2007
Op de EK kortebaan 2005 in Triëst, Italië eindigde Kovács als vierde op de 200 meter wisselslag, als vijfde op de 200 meter schoolslag en als zevende op de 100 meter schoolslag. Tijdens de Europese kampioenschappen zwemmen 2006 in Boedapest, Hongarije sleepte de Hongaarse de bronzen medaille in de wacht op alle schoolslagafstanden, op de 4x100 meter wisselslag eindigde ze samen met Nikolett Szepesi, Beatrix Boulsevicz en Evelyn Verrasztó op de zesde plaats. Op de EK kortebaan 2007 in Debrecen, Hongarije eindigde Kovács als vijfde op de 100 meter schoolslag, op de 50 meter schoolslag werd ze uitgeschakeld in de halve finales. Samen met Nikolett Szepesi, Beatrix Bordas en Evelyn Verrasztó eindigde ze als vierde op de 4x50 meter wisselslag. Omdat de Hongaarse vond dat haar naam door een dopingaffaire bezoedeld was zegde ze af voor de Olympische Zomerspelen 2008 in Peking, China.